# As Virgens Suicidas (livro)
As Virgens Suicidas é o romance de estreia de 1993, do escritor norte-americano Jeffrey Eugenides. A história de ficção, que se passa em Grosse Pointe, Michigan, durante a década de 1970, centra-se na vida de cinco irmãs, as jovens Lisbon. O romance é escrito na primeira pessoa do plural a partir da perspectiva de um anônimo grupo de garotos que tentam encontrar uma explicação para as mortes das jovens Lisbon. O primeiro capítulo do livro apareceu na Paris Review em 1990, e 1991 ganhou o Prêmio Aga Khan para a Ficção. Eugenides disse 3h Revista: "eu acho que se o meu nome não fosse Eugenides, as pessoas não teriam chamado o narrador de um coro grego". O romance foi adaptado para o filme de 1999 pela diretora Sofia Coppola.

## Adaptação para o cinema
Sofia Coppola escreveu o roteiro e dirigiu uma versão cinematográfica de 97 minutos, rodado no verão de 1998, e lançado em 19 de Maio de 1999, no Festival de Cinema de Cannes. Estreou-se no dia 21 de abril de 2000, em Nova Iorque, São Francisco e Los Angeles. O filme, conta com Kirsten Dunst, James Woods, Kathleen Turner e Josh Hartnett. O filme é fiel ao livro; muito do diálogo e narração é tirado literalmente de sua origem. O filme recebeu críticas favoráveis e recebeu a classificação R devido aos fortes elementos temáticos envolvendo adolescentes.
A banda francesa Air criou a banda sonora do filme, também designado por As Virgens Suicidas.